# À-fond
 (mars 2021).
Pour les articles homonymes, voir À fond.
L'à-fond, parfois improprement écrit affond (en latin ad fundum) est une tradition belge et néerlandaise qui existe dans les milieux festifs estudiantins et qui consiste à boire en une seule fois la totalité d'un verre, souvent de bière.

## Description
L'à-fond est une pratique très répandue dans les milieux estudiantins belges et se pratique de manière extrêmement courante lors des guindailles et des baptêmes d'étudiants,,. Celui-ci consiste à boire de la manière la plus rapide possible une quantité quelconque de bière, généralement en compétition avec un ou plusieurs opposants. 
Ce rite est souvent précédé par un petit chant classique "Au Frontibus",.
La qualité d'un à-fond sera avant tout jugée sur sa vitesse d'exécution ; c'est d'ailleurs cette notion de vitesse qui le distingue du cul sec.
L'à-fond le plus classique consiste en une pils de 25 cl servie dans un gobelet en plastique. Les plus rapides parviennent à faire disparaître le contenu en une seule gorgée ou même sans déglutition, en bloquant leur glotte. 
Afin d'ajouter un certain piment, des centaines de variantes ont été inventées, allant de l'à-fond sympathique sans enjeu, au shot gun aussi appelé "crack" consistant à boire une canette par un trou percé dans sa partie inférieure, de manière à accélérer l'écoulement du fluide grâce à un appel d'air.
On utilise le verbe afonner (parfois aussi écrit à-fonner ou affonner) pour décrire l'action de pratiquer l'à-fond. L'à-fond, chez les étudiants baptisés (calottés ou pennés), se fait toujours tête nue, penne ou calotte posée sur le cœur.
Pour les plus aguerris, il existe également le "jeu de la soirée bac" qui consiste à affonner 24 bières sur la soirée, c'est-à-dire un bac.
L'à-fond est aussi largement pratiqué dans les jeux à boire tels que le beer pong.

## Les différents types d'à-fonds
- Le Classique : il consiste à boire un verre le plus rapidement possible.
- Le Pif-Paf : il consiste à boire deux verres de suite le plus rapidement possible.
- Le Pif-Paf-Pouf : il consiste à boire trois verres de suite le plus rapidement possible.
- La Sirène : elle consiste à boire deux Pif-Paf-Poufs de suite le plus rapidement possible.
- SVP
- L'Apôtre : il consiste à boire deux sirènes de suite le plus rapidement possible.
- Le Cimetière : il consiste à boire dix-huit verres de suite le plus rapidement possible.
- La cruche ou Le litron : il consiste à boire une cruche (1L) le plus rapidement possible.
- Le Poirier : cet affond fait partie des plus connus de par le monde.  Il faut boire son verre la tête vers le bas.  Dans cet objectif, l'afonneur peut être aidé par une ou deux autres personnes, qui lui tiendront les pieds collés au mur, une personne versant la bière à un rythme approprié étant également utile pour réduire les difficultés de déglutition liés à cette position..
- L'à-fond Spirale : celui-ci consiste à poser son verre par terre et effectuer un nombre de tours déterminés à l'avance autour dudit verre, tout en gardant un index dedans. À la fin du décompte des tours, il faut se relever et tenter de garder l'équilibre en affonnant son verre.
- L’à-fond tornade : il consiste à faire tourner sa bouteille en verre, pour créer une tornade dans la bouteille, ensuite lever la bouteille et boire d’un traite.
- L'à-fond général : toutes les personnes effectuent un à-fond simultanément.
- L’à-fond tuyau : un affond qui s’effectue dans un tuyau brico de préférence. Ce type d'affond permet d'ingérer de grandes quantités de bière en très peu de temps, en raison de la pression générée par la bière dans le tuyau. Cependant, il ne faut pas boire du tuyau comme dans un verre, mais il faut l'enfoncer entièrement dans sa bouche. Une très bonne alternative à la cruche pour affoner de grande quantité.
- L'à-fond bac 1 : il consiste à demander aux premières années de boire (généralement marrant lorsqu'il n'y en a qu'un seul à la fête)
- L'à-fond plafond : il consiste à coller son verre contre le plafond en criant "A-fond plafond A-fond plafoond". (Les plus petits peuvent se mettre sur une chaise)
- L’à-fond baffle : il consiste à afonner dans un baffle en fonctionnement avant que cela splitch à la figure

## Divers
- L'À-Fond Liégeois est aussi le nom d'un café d'étudiants à Liège.